# Jeffrey Christiaens
Jeffrey Mallen Christiaens (Bruxelles, 17 maggio 1991) è un ex calciatore belga naturalizzato filippino, di ruolo centrocampista.